# Nicola Larini
Nicola Larini (* 19. března 1964 Camaiore, provincie Lucca) je bývalý italský pilot Formule 1. V letech 1987–1992, 1994 a 1997 se zúčastnil 75 závodů, umístil se na druhém místě při Grand Prix San Marina 1994 a získal celkem sedm bodů. Jeho posledním závodem byla Grand Prix Monaka 1997.

## Kompletní výsledky ve Formuli 1
| Legenda k tabulce | Legenda k tabulce                                                                       |
| Barva             | Výsledek                                                                                |
| ----------------- | --------------------------------------------------------------------------------------- |
| Zlatá             | Vítěz                                                                                   |
| Stříbrná          | 2. místo                                                                                |
| Bronzová          | 3. místo                                                                                |
| Zelená            | Bodované umístění                                                                       |
| Modrá             | Nebodované umístění                                                                     |
| Modrá             | Dokončil neklasifikován (NC)                                                            |
| Fialová           | Odstoupil (Ret)                                                                         |
| Červená           | Nekvalifikoval se (DNQ)                                                                 |
| Červená           | Nepředkvalifikoval se (DNPQ)                                                            |
| Černá             | Diskvalifikován (DSQ)                                                                   |
| Bílá              | Nestartoval (DNS)                                                                       |
| Bílá              | Závod zrušen (C)                                                                        |
| Světle modrá      | Pouze trénoval (PO)                                                                     |
| Světle modrá      | Páteční testovací jezdec (TD)                                                           |
| Bez barvy         | Netrénoval (DNP)                                                                        |
| Bez barvy         | Vyřazen (EX)                                                                            |
| Bez barvy         | Nepřijel (DNA)                                                                          |
| Bez barvy         | Odvolal účast (WD)                                                                      |
| Bez barvy         | Nezúčastnil se (prázdné)                                                                |
| Označení          | Význam                                                                                  |
| Tučnost           | Pole position                                                                           |
| Kurzíva           | Nejrychlejší kolo                                                                       |
| †                 | Jezdec nedojel do cíle, ale byl klasifikován, protože odjel více než 90 % délky závodu. |
| ‡                 | Byl udělován poloviční počet bodů, protože bylo odjeto méně než 75 % délky závodu.      |
| Horní index       | Umístění bodujících jezdců ve sprintu                                                   |

| Rok  | Tým                            | Šasi          | Motor                 | 1       | 2        | 3        | 4        | 5        | 6        | 7        | 8        | 9        | 10       | 11       | 12      | 13       | 14      | 15      | 16       | 17  | Umístění  | Body |
| ---- | ------------------------------ | ------------- | --------------------- | ------- | -------- | -------- | -------- | -------- | -------- | -------- | -------- | -------- | -------- | -------- | ------- | -------- | ------- | ------- | -------- | --- | --------- | ---- |
| 1987 | Enzo Coloni Racing Car Systems | Coloni FC-187 | Ford DFZ 3.5 L V8     | BRA     | SMR      | BEL      | MON      | USA      | FRA      | GBR      | GER      | HUN      | AUT      | ITA DNQ  | POR     | ESP Ret  | MEX     | JPN     | AUS      |     | -         | 0    |
| 1988 | Osella Squadra Corse           | Osella FA1    | Osella 1.5 L V8 T     | BRA DNQ | SMR DSQ  | MON 9    | MEX DNQ  | CAN DNQ  | USA Ret  | FRA Ret  | GBR 19   | GER Ret  | HUN DNPQ | BEL Ret  | ITA Ret | POR 12   | ESP Ret | JPN Ret | AUS DNPQ |     | -         | 0    |
| 1989 | Osella Squadra Corse           | Osella FA1M89 | Ford DFR 3.5 L V8     | BRA DSQ | SMR 12   | MON DNPQ | MEX DNPQ | USA DNPQ | CAN Ret  | FRA DNPQ | GBR Ret  | GER DNPQ | HUN DNPQ | BEL DNPQ | ITA Ret | POR DNPQ | ESP Ret | JPN Ret | AUS Ret  |     | -         | 0    |
| 1990 | Ligier Gitanes                 | Ligier JS33   | Ford DFR 3.5 L V8     | USA Ret | BRA 11   | SMR 10   | MON Ret  | CAN Ret  | MEX 16   | FRA 14   | GBR 10   | GER 10   | HUN 11   | BEL 14   | ITA 11  | POR 10   | ESP 7   | JPN 7   | AUS 10   |     | -         | 0    |
| 1991 | Modena Team SpA                | Lambo 291     | Lamborghini 3.5 L V12 | USA 7   | BRA DNPQ | SMR DNPQ | MON DNPQ | CAN DNPQ | MEX DNPQ | FRA DNPQ | GBR DNPQ | GER Ret  | HUN 16   | BEL DNQ  | ITA 16  | POR DNQ  | ESP DNQ | JPN DNQ | AUS Ret  |     | -         | 0    |
| 1992 | Scuderia Ferrari SpA           | Ferrari F92A  | Ferrari 3.5 L V12     | RSA     | MEX      | BRA      | ESP      | SMR      | MON      | CAN      | FRA      | GBR      | GER      | HUN      | BEL     | ITA      | POR     | JPN 12  | AUS 11   |     | -         | 0    |
| 1994 | Scuderia Ferrari               | Ferrari 412T1 | Ferrari 3.5 L V12     | BRA     | PAC Ret  | SMR 2    | MON      | ESP      | CAN      | FRA      | GBR      | GER      | HUN      | BEL      | ITA     | POR      | EUR     | JPN     | AUS      |     | 14. místo | 6    |
| 1997 | Red Bull Sauber Petronas       | Sauber C16    | Petronas 3.0 L V10    | AUS 6   | BRA 11   | ARG Ret  | SMR 7    | MON Ret  | ESP      | CAN      | FRA      | GBR      | GER      | HUN      | BEL     | ITA      | AUT     | LUX     | JPN      | EUR | 19. místo | 1    |